# 锯嘴鹪鹩
锯嘴鹪鹩（学名：Odontorchilus cinereus）是鹪鹩科锯嘴鹪鹩属的鸟类。分布于玻利维亚和巴西。 

## 分类学和系统学
锯嘴鹪鹩与另一种鹪鹩灰背锯嘴鹪鹩同属。有学者认为二者为同种或为一个复合种。锯鹪鹩是没有细分亚种的单型种。 

## 外貌描述
锯齿鹪鹩体长12厘米，雄性体重11克 。成鸟冠部位灰肉桂色，脸部为灰褐色，背部为灰色。该鸟喉咙和胸部呈棕灰色，腹部呈浅黄色，两侧呈灰白色。幼鸟同成鸟外貌相差不大。 

## 分布与栖息地
锯嘴鹪鹩主要分布在巴西，但其活动范围略微延伸到玻利维亚的圣克鲁斯省。它的分布范围位于亚马逊河以南，西部边界为马代拉河，东部边界则是欣古河。其主要栖息地是海拔600米的低地森林树冠 。 

## 行为

### 捕食
目前学者对锯嘴鹪鹩的食性所知甚少，仅知道该物种为食虫动物。它会在树梢上沿树枝和藤蔓搜寻叶子中的猎物，亦常和其他食虫鸟类一起捕食。 

### 繁殖
根据观察到的巢穴、未出巢的雏鸟和生理特征来看，锯嘴鹪鹩的繁殖季为6月至9月。锯嘴鹪鹩筑巢于高于地面的树枝或树洞中，一窝一般有两个蛋。 

### 鸣叫
锯嘴鹪鹩的鸣叫声一般为“短促、简单的颤音”  （页面存档备份，存于）两性的叫声没有差异 。 

## 物种保护
IUCN将齿嘴鹪鹩评估为无危物种（LC）。该物种的种群数量尚未测定，但有学者猜测该鸟的种群出现下降。 

## 文献索引
1. 1 2  BirdLife International. . The IUCN Red List of Threatened Species. 2022  [26 July 2022].
2. 1 2 3 4 5 6 7  Schulenberg, T. S. (2020). Tooth-billed Wren (Odontorchilus cinereus), version 1.0. In Birds of the World (T. S. Schulenberg, Editor). Cornell Lab of Ornithology, Ithaca, NY, USA. https://doi.org/10.2173/bow.tobwre1.01 retrieved June 1, 2021